# Benjamin Cabuk
Benjamin Cabuk (* 1961 in Istanbul) ist ein österreichischer Schauspieler.

## Leben
Von 1982 bis 1987 studierte Cabuk Theaterwissenschaft an der Universität Wien. Die Bühnenreifeprüfung absolvierte er 1993.
Sein erstes Bühnenengagement war 1981 am Wiener Schauspielhaus unter der Leitung von Hans Gratzer in „Othello“. Von 1982 bis 1987 war er am Volkstheater in Wien in verschiedenen Bereichen tätig, darunter als Regieassistent und Darsteller in Nebenrollen (Österreichische Uraufführungen wie Ghetto und Sarkophag). Seit 1988 arbeitet er am Burgtheater als Assistent und Schauspieler
, zum Beispiel in den Stücken Der Kaufmann von Venedig unter Regie von Peter Zadek (Ass.), A Lidl un a Majsse unter Regie von Airan Berg (Ass.), Wilhelm Tell unter der Regie von Claus Peymann (Ass.), Enrico und seine Tiere, Ivanov,"Kirschgarten" unter der Regie von Peter Zadek (Ass.) und Babylon Blues unter der Regie von George Tabori. Zudem war er in der Rolle des Gutsarbeiter „Jakow“ in Die Möwe von Anton Tschechow unter der Regie von Luc Bondy zu sehen.
Ab 1991 hatte Cabuk freiberufliche Engagements  am Ensemble-Theater(Klassen Feind), am Interkulttheater Wien, am Akademietheater (Wien), am Theater für Vorarlberg(Felix Mitterer :Munde) in Bregenz, am Stadttheater St. Pölten, an den Salzburger Festspielen, den Münchner Kammerspielen, am Berliner Ensemble, am Deutschen Theater Berlin, am Hamburger Schauspielhaus und am St.-Pauli-Theater (Hamburg).
Seit 1986 arbeitet er außerdem als freier Mitarbeiter beim ORF als Filmschauspieler und war seither unter anderem in Kaisermühlen Blues, Wirklich schade um Papa, Alte Liebe – Neues Glück, Die Straße nach Istanbul, MA 2412 und Trautmann 2 zu sehen.
Seit Jänner 2015 spielt er in dem Stück: Diese Geschichte von Ihnen von John Hopkins, in der Inszenierung von Andrea Breth.

## Filmographie
- 1993 Schade um Papa  Regie: Peter Weck
- 1994 Kaisermühlen Blues Regie: Rainhard Schwabenitzky
- 1995 Fugazzi Regie: Bernhard Schmid
- 1996 Jugofilm Regie: G.Rebic
- 1996 Alte Liebe – Neues Glück Regie: Peter Weck
- 1997 Die Straße nach Istanbul Regie: Peter Sämann
- 1999 MA 2412, Folge "Kebab" Regie: Harald Sicheritz
- 2001 Trautmann  Regie: Thomas Roth
- 2001 MA 2412, Folge "Totalschaden" Regie: H.Sicheritz
- 2006 Das Haus der schlafenden Schönen. Regie: Vadim Glowna
- 2008 The Last Wash Regie: Ville Jankeri
- 2008 Das Jüngste Gericht.(umbra mortis)Regie: Urs Egger
- 2010 A Place of Peace Regie: Tom Waldek
- 2011 Tabu-Es ist die Seele eines Fremden Regie: Christoph Stark
- 2017 Teheran Tabu Regie: Ali Soozandeh
- 2018 Zwei Herren im Anzug Regie:Josef Bierbichler